# Denkmalgeschützte Objekte im Okres Košice IV

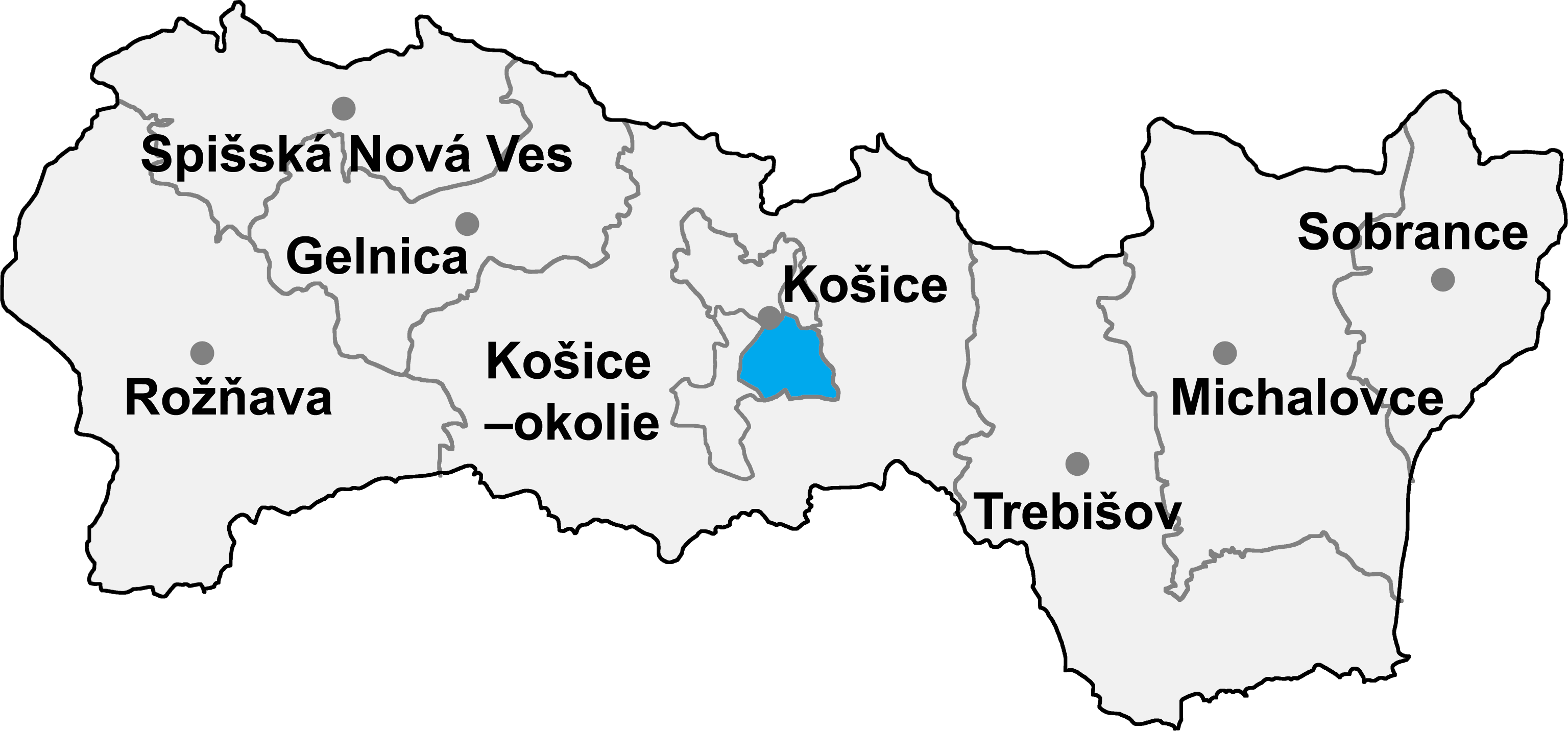

Im Okres Košice IV bestehen 67 denkmalgeschützte Objekte. Die unten angeführte Liste führt zu den Gemeindelisten und gibt die Anzahl der Objekte an. In Gemeinden, die nicht verlinkt sind, existieren keine geschützten Objekte.
| Liste der Okresy       | Objektanzahl |
| ---------------------- | ------------ |
| Barca                  | 7            |
| Juh                    | 52           |
| Krásna                 | 6            |
| Šebastovce (Schebesch) | 2            |
| Vyšné Opátske          | 0            |